# ووتر ششيفينك
ووتر انغمار ششيفينك (بالإنجليزية:Wouter Ingmar Schievink) (من مواليد 1963، أمستردام) هو طبيب أعصاب وجراح متخصص في جراحات الدماغ والنخاع الشوكي واضطرابات الأوعية الدموية.

## تعليمه وعمله
حصل شيفينك على شهادة الطب من كلية الطب بجامعة أمستردام في عام 1989، وأكمل تدريبه في عيادة مايو في روتشستر بولاية مينيسوتا في عام 1997، كما حصل على زمالة الطب في معهد بارو للأعصاب في فينيكس، أريزونا. شغل شيفشينك منصب أستاذ مساعد في جراحة الأعصاب في قسم جراحة الأعصاب في المركز الطبي في جامعة كاليفورنيا، إيرفين، كاليفورنيا من 1998-2000.
بدأ شيفشينك ممارسته الأكاديمية في جراحة الأعصاب في عام 1997 في معهد جراحة الأعصاب في مركز سيدارس-سيناء الطبي في لوس أنجلوس، كاليفورنيا، الولايات المتحدة الأمريكية. شغل شيفشينك هناك منصب مدير برنامج جراحة المخ والأعصاب والأوعية الدموية الدقيقة منذ عام 1998.

## أعماله البارزة
كتب شيفشينك ونشر على نطاق واسع عن تمدد الأوعية الدموية الدماغية، والأمراض الدماغية الوعائية، وأمراض الأوعية الدموية المتعلقة بالجهاز العصبي المركزي. يعتبر سشيفينك أيضًا خبير ومؤلف نشر بشكل جيد عن متلازمة تسرب السائل النخاعي. كما يعتبر شيفينك طبيبًا رائدًا في أول محاولة ناجحة من أي وقت مضى لاستخدام لاصق الفايبرين لعكس الغيبوبة.
وفي تموز / يوليه 2009، نشر ما يقرب من 130 ورقة في المجلات العلمية.
يعمل شيفشينك كمراجع للمخطوطات لحوالي 20 مجلة، بما في ذلك مجلة ذي لانسيت لأمراض الأعصاب.

## روابط خارجية
- Cedars-Sinai Profile
- Cedars-Sinai expanded profile
- Research Profile at BioMed experts
- Schievink's Profile at HealthGrades, accessed on 2009-04-04